# Трипити
Трипитѝ (на гръцки: Τρυπητή) е село на Халкидическия полуостров, Гърция, част от дем Аристотел, област Централна Македония. Според преброяването от 2001 година броят на жителите му е 17, а на пристанището му Лимани Трипитис (Λιμάνι) - 5. Трипити е разположено на южния бряг на полуостров Света гора, близо до входа на Ксерксовия канал, срещу остров Амуляни и от Лимани има фериботна връзка до острова.